# Maria Amalia König
Maria Amalia König (* 13. März 1692 in Schweden oder 1693 in Kiel; † 14. Januar 1757) war eine schwedische Handelsvertreterin, die während der schwedischen Freiheitszeit eine einflussreiche Stellung im schwedischen Wirtschaftsleben einnahm und damit eine der wenigen Frauen ihrer Zeit, die im internationalen Handel tätig waren.

## Leben
König war die Tochter des deutschen evangelisch-lutherischen Geistlichen Gabriel Wedderkop und seiner zweiten Frau Ursula Burchardi. Ihre Eltern starben bereits in ihrer frühen Kindheit.
Sie war dreimal verheiratet. In erster Ehe heiratete sie 1716 Jakob Berendt, den Apotheker und Gründer der Stockholmer Vita Björnen Apotheke, der 1723 starb. Die beiden hatten mit Augusta Maria Berendt eine Tochter. In zweiter Ehe heiratete sie den Oberstleutnant Carl Magnus von Spången, der 1729 starb. Aus dieser Ehe gingen der Sohn Bengt Gabriel von Spången und die Tochter Charlotta Amalia von Spången hervor. 1733 folgte die dritte und längste Ehe mit dem schwedischen Lagman für Västmannalagen und Dalalagen Christian Adolf König, der zuvor Kommissar des Kommerskollegiums und Sekretär des Kanslikollegiums gewesen war. Ihr einziger Sohn Jakob König starb im Alter von vier Jahren.
Als verheiratete Frau war König de jure unmündig. Wie andere verheiratete Frauen war sie jedoch de facto in der Lage, Geschäfte zu machen, indem sie sich sowohl an den Unternehmen der Familie als auch an ihrem eigenen Unternehmen beteiligte. Christian Königs jüngerer Bruder Henrik König (1686–1736) war in Göteborg zusammen mit dem Schotten Colin Campbell, der bereits für die Ostender Kompanie gearbeitet hatte, und dem Schweden Niclas Sahlgren, der bereits für die Niederländische Ostindien-Kompanie tätig gewesen war, die treibende Kraft bei der Planung und Gründung der schwedischen Ostindien-Kompanie. Über Christian König konnten sie Kontakt zum König von Schweden Friedrich aufnehmen. Im April 1731 stimmte der schwedische Reichstag dem Vorhaben zu und verlieh der schwedischen Ostindien-Kompanie das exklusive Privileg für den schwedischen Ostindienhandel und damit das Monopol für alle Häfen östlich des Kaps der Guten Hoffnung. Colin Campbell beauftragte sie, die Abwicklung von finanziellen Verbindlichkeiten mit dem Stockholmer Kaufmann Peter Westman zu übernehmen. Ähnliche Tätigkeiten übernahm sie auch für den Hamburger Warenhändler Georg Christian Luders.